# Exechiopsis oltenica
Exechiopsis oltenica är en tvåvingeart som först beskrevs av Burghele 1965.  Exechiopsis oltenica ingår i släktet Exechiopsis och familjen svampmyggor. Inga underarter finns listade i Catalogue of Life.